# Chrysops olivaceus
Chrysops olivaceus är en tvåvingeart som beskrevs av Krober 1926. Chrysops olivaceus ingår i släktet Chrysops och familjen bromsar. Inga underarter finns listade i Catalogue of Life.